# Jamie McKendrick
Jamie McKendrick (Liverpool, 1955) è un poeta e traduttore inglese.

## Biografia
Nato a Liverpool nel 1955, vive a Oxford dove svolge l'attività di scrittore free-lance, collaborando con riviste e giornali.
Dopo gli studi all'Università di Nottingham, dal 1985 al 1988 è stato lettore a contratto nel Dipartimento di Inglese all'Università di Salerno . Nel 1988, è tornato stabilmente in Inghilterra.
Autore di 9 raccolte di poesia, dal 1990 è  membro della Poetry Society. Nel 1997 ha vinto, con The Marble Fly, il Forward Poetry Prize.
Svolge, inoltre, l'attività di traduttore; in particolare ha tradotto opere di Giorgio Bassani e ha curato un'antologia di poesia italiana del '900, ottenendo nel 2010 e nel 2016 il John Florio Prize.

## Opere principali

### Poesie
- The Sirocco Room (1991)
- The Kiosk on the Brink (1993)
- The Marble Fly (1997)
- Chiodi di cielo (Sky Nails: Poems 1979-1997, 2000), Roma, Donzelli, 2003 traduzione di Luca Guerneri e Antonella Anedda ISBN 88-7989-787-X.
- Ink Stone (2003)
- Crocodiles and Obelisks (2007)
- Out There (2012)
- Selected Poems (2016)
- Anomaly (2018)

### Alcune traduzioni
- The Embrace: Selected Poems di Valerio Magrelli (2009)
- Archipelago di Antonella Anedda (2014)
- The Heron (L'airone) di Giorgio Bassani, 2018

### Antologie
- 20th-Century Italian Poems (2004)

## Premi e riconoscimenti
- Eric Gregory Award: 1984
- Forward Poetry Prize: 1997 miglior raccolta con The Marble Fly
- Oxford-Weidenfeld Translation Prize: 2010 con The Embrace
- John Florio Prize: 2010 con The Embrace e 2016 con Archipelago
- Hawthornden Prize: 2013 con Out There